# Jan and Dean

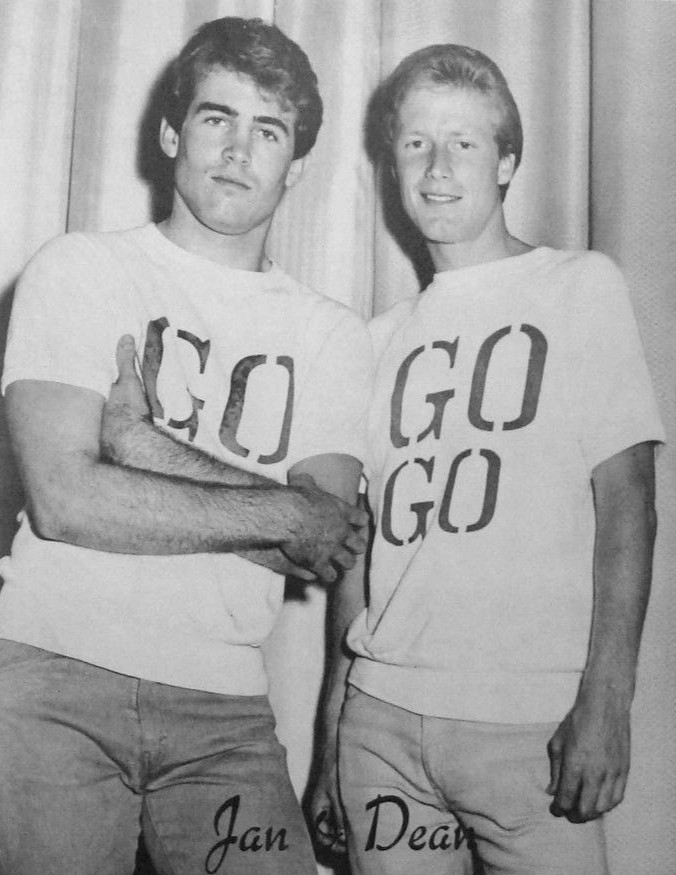
Jan and Dean 1964.

Jan and Dean var en amerikansk musikduo, bildad 1958. Jan and Dean bestod av William Jan Berry, född 3 april 1941, död 26 mars 2004 och Dean Ormsby Torrence, född 10 mars 1940. Duon spelade in många surflåtar varav den mest kända är "Surf City" från 1963, där också Brian Wilson medverkar på sång. The Beach Boys har tagit starkt intryck av Jan and Dean. I mitten på 60-talet ändrades stilen på musiken, och Jan and Deans surflåtar blev inte lika populära som förut.
Jan Berry råkade ut för en bilolycka våren 1966, lite ironiskt med tanke på att en av gruppens mer kända låtar heter "Dead Man's Curve". Han överlevde trots dåliga odds, men det tog flera år innan han hade lärt sig att gå och tala normalt igen. När Berry blivit någorlunda frisk gav duon sig åter ut på turnéer som ikoner för den tidiga 60-talsmusiken. Men de lyckades aldrig återskapa succéåren från mitten av 1960-talet och det gavs bara några enstaka nya album efter det. Jan Berry dog 2004.

## Diskografi
Album
- Jan & Dean (1960)
- Jan & Dean's Golden Hits  (1962)
- Jan & Dean take Linda Surfin' (1963)
- Surf City & Other Swingin Cities (1960)
- Drag City (1963)
- Dead Man's Curve / The New Girl in School (1964)
- Ride the Wild Surf (1964)
- The Little Old Lady From Pasadena (1964)
- The Heart & Soul Of Jan & Dean And Friends (1964)
- Command Performance / Live in Person (1965) (live)
- Pop Symphony No. 1 (1965)
- Folk 'n Roll (1965)
- Jan & Dean Meet Batman (1966)
- Filet of Soul / A "live" One (1966)
- Popsicle (1966)
- Save for a Rainy Day (1966)
- Jan & Dean (1967)
- Gotta Take That One Last Ride (1975)
- Dead Man's Curve (1979)
- Surf City (1979)
- One Summer Night / Live (1982) (live)
- Silver Summer / 25th Anniversary Album (1986)
- Port To Paradise (1996)
- Second Wave (1997) (Jan Berry solalbum)
- Carnival of Sound (2010) (outgivet album från 1966-1968 som gavs ut 2010 av Rhino Handmade)